# عسل‌خوار تیره
عسل‌خوار تیره (نام علمی: Ptilotula fusca) نام یک گونه از خانواده عسل‌خوار است که در شرق استرالیا زندگی می‌کند. این پرنده در رنگ‌های مختلفی از سبز، خاکستری و زرد دیده شده‌است. زیستگاه این پرنده جنگل‌های گرمسیری و نیمه گرمسیری است.